# Бренд Мона
Бренд Мона (1915, Сідней — 2007, Сідней) — австралійська письменниця, поетеса та журналістка. 

## Творчість
Активно виступала як поетеса у 1930-х. Її п'єси «Під нашим небом» (поставлена 1948), «Чужі в країні» (1954) та «Без особливих обмежень або Не такий уже й тихий американець» (поставлена 1958) направлені проти расизму, колоніалізму та агресії. Також є авторкою збірки віршів та новел «Дочки В'єтнаму» (1958), статей та нарисів про літературу та мистецтво соціалістичних країн.